# Исупов, Алексей Владимирович
 Алексей Владимирович Исупов  (10 марта 1889, Вятка — 17 июля 1957, Рим) — русский художник, живописец-реалист, представитель салонной живописи.

## Биография
Родился в семье мастера по иконостасному делу, резчика по дереву и позолотчика. В ранние годы учился иконописной мастерской. Принимал участие в художественных выставках, которые открывались в Вятке с 1903 года.
В 1908 году поступил в Московское училище живописи, ваяния и зодчества и в 1912 году окончил его. Алексей Исупов учился у А. Е. Архипова, А. М. Васнецова, К. А. Коровина, В. А. Серова, C.B. Малютина.
Во время учёбы принимал участие в выставках Союза Русских Художников (СРХ) и Товарищества Передвижников.
С 1910 по 1915 г.г. произведения Исупова экспонировались на выставках московской галереи Лемерсье, на Весенних выставках в залах Императорской академии художеств, на благотворительных выставках, организованных с целью оказания помощи семьям раненых и убитых воинов — участников Первой мировой войны.
В 1913 году женился на Тамаре Николаевне Ивановой, вместе с женой совершил поездку по Волге и в Крым, а после окончания училища Исупов путешествовал по Уралу.
В 1915 году его мобилизовали в армию. Военную службу (1915—1917) он проходил в Симбирском стрелковом запасном полку в Туркестане в Ташкенте.
По ходатайству СРХ в конце 1917 года Алексея Исупова освободили от воинской службы по состоянию здоровья.
Он сумел выехать в Москву и побывал на малой родине в Вятке.
В мае 1918 года Исупов вернулся в Ташкент. После установления советской власти в Средней Азии он преподавал в натурном и общеобразовательном классах Туркестанской краевой народной художественной школе, иллюстрировал книги, занимался художественно-оформителькой деятельностью.
В 1920 году Наркомпрос РСФСР командировал Исупова в Самарканд, где Алексей Владимирович вёл активную деятельность в качестве художника и заведующего художественной секцией Комиссии по реставрации и охране памятников г. Самарканда; делал зарисовки древностей, изучал археологию, историю, культуру, художественные традиции Средней Азии. В то время он создал иллюстрации к альбому «Улугбек», посвящённому выдающемуся учёному-астроному, правителю Самарканда первой половины XV века, обращался к пленэрно-импрессионистической живописи, создал серию картин, восточных пейзажей и жанровых сцен: «Узбеки в чайхане», «В старом Туркестане», «Самарканд», «Базарный ряд. Биш-Агач», «Восточный музыкант» и др.
Вернувшись в Москву в 1921 году, он вступил в Ассоциацию художников революционной России (АХРР), принимал участие в выставках Товарищества художников-передвижников, Союза русских художников, Общества художников московской школы, работал над альбомом «Великая революция и жизнь Красной Армии». По заказу правительства художник сделал серию портретов советских государственных деятелей, создал работы посвящённые революционной тематике: «Минусинская ссылка», «Ликвидация красными десанта Назарова», «Бой у Аральского моря». По заданию АХРР работал над картиной «В. И. Ленин, играющий в шахматы», а в 1926 году во Дворце труда профсоюзов была показана его картина «Проводы Ленина в колонном зале», посвящённая похоронам вождя первого социалистического государства. Алексей Владимирович также содействовал созданию на малой родине Вятского городского историко-художественного музея, и преподнёс музею в дар свою картину «Северный пейзаж».
В 1925 году картины Исупова были представлены на вернисаже советского и заграничного искусства в США, экспонировались на Передвижной выставке картин русских художников по Америке (1924—1925).
В 1926 году Алексей Исупов выехал семьёй в Италию. Истинной причиной отъезда Исупова была его неизлечимая болезнь суставов (костный туберкулёз). Несмотря на две перенесённые операции и последующую реабилитацию на грязевом курорте в Соль-Илецке Оренбургской области, болезнь прогрессировала. Официальная версия отъезда состояла в том, что в Италию Исупов был командирован для выполнения заказа ВЦСПС на создание монументальной композиции (картины) «Парад Первого профсоюзного праздника физкультуры». На протяжении затянувшейся более чем на тридцать лет командировки Исупов мечтал вернуться на родину, считая себя советским художником, но не мог покинуть Италию из-за серьёзных проблем со здоровьем.
После приезда в Рим Исупов стразу приступил к работе; его привлекали различные жанры от натюрморта до анималистики. Уже после первой итальянской выставки Исупова признали не только критики, но и известные итальянские художники — Джорджио Никодеми, Микеле Бианкале, Гарцолини Иролли, Ди Санти и др. Высокую оценку творчеству Исупова дал Микеле Бианкале, отмечавший, что, «изображая итальянских женщин в чёрных костюмах, Исупов придавал им русскую чувствительность особенностей местного характера, что придавало образу особую экспрессивную выразительность… Творчество Алессио Исупова — это искусство живописца, который знает всю радость и мощь цвета» («Женщина из Сканно», «Итальянки с детьми», 1928 г.).
В 1928-1929 годах его выставки прошли в Риме и Милане, а когда открылась выставка Исупова в Неаполе, её неоднократно посещал Максим Горький.
В Италии художник тесно общался с послом СССР в Риме Д. И. Курским, его мастерскую посещали приезжавшие в Рим С. Т. Конёнков, А. М. Герасимов, П.Д Корин, Ф. С. Богородский, Г. Г. Ряжский. В 1920-е годы картины Исупова продолжали появляться также и на советских выставках.
В 1929 году ГИЗом была выпущена серия из 25 открыток Туркестан. Худ. А. Исупов. Самарканд, Ташкент.
Картины Исупова приобретали в свои коллекции итальянские музеи. Критики отмечали «широкий размах кисти, тонкий анализ деталей, стремление к правде». Он становился значимым участником персональных и групповых выставок, как всеитальянских, так и международных. Исупов приобрёл в собственность виллу в центре Рима, владел собственной мастерской, изучал наследие великих мастеров в музеях Италии, отдыхал на Сицилии. Газеты называли русского художника «откровением для Рима», «прекрасным рисовальщиком и волнующим живописцем», но особенно произведения художника любили за «нежные краски», а публика находила в них «истину и поэзию». В Риме Исупов заслужил большую популярность как портретист. Он использовал разнообразные приёмы импрессионистической живописи («Девушка с розой», «Дама с бокалом», «Портрет жены художника. За прялкой», 1930-е; «Женщина с подносом», 1942; «Перед зеркалом», 1944; «Автопортрет с собакой Ватрушкой», 1943).
Картины художника экспонировались на многочисленных выставках: в Риме (1926, 1928, 1933, 1945), Милане (1929, 1930, 1931, 1934, 1948), Гааге (1931), Ливорно (1934), Генуе (1934), Флоренции (1934), Неаполе (1934, 1946), в Бергамо (1935), Триесте (1935, 1937, 1939), Турине (1937), в выставках во Франции, Голландии и Бельгии.
В России Исупова никогда не относили к «буржуазным элементам», его творчество было признано Советской властью. В годы Второй мировой войны художник активно помогал делу итальянского Сопротивления в борьбе с установленным в Италии фашистским режимом. Алексей Владимирович превратил свою мастерскую в конспиративную квартиру, хотя его студия находилась прямо против фашистской казармы. Всячески стараясь помочь своим соотечественникам, он постоянно оказывал материальную помощь отряду советских партизан.
После войны в конце 1945 года в Галерее современного искусства в Риме прошла большая персональная выставка Алексея Исупова, а через два года в Милане, в Международной художественной галерее, прошла последняя его персональная прижизненная выставка. В 1949 году в Италии вышла в свет иллюстрированная монография о творчестве художника, написанная известным итальянским искусствоведом профессором Джорджио Никодеми.
Прожив долгие годы вдали от Родины, Алексей Владимирович Исупов никогда не считал себя эмигрантом. «Мы с женой собственно к эмиграции и не принадлежим, — писал художник, — паспорта у нас советские и граждане мы советские. В Италию загнала меня не гражданская война, а болезнь».
Художник умер в Риме. Похоронен на Римском протестантском кладбище Тестаччо, где покоятся К. П. Брюллов, П. Н. Орлов, братья А. А. и П. А. Сведомские, В. И. Иванов и др.
В 1958 году Тамара Николаевна Исупова, выполняя завещание мужа, привезла часть его наследия в Россию. Около 300 произведений (80 живописных и более 200 рисунков) было передано в Вятку — в художественный музей, одним из основателей которого являлся мастер. Девятнадцать работ Исупова вдова художника подарила Государственной Третьяковской галерее.

## Память
- В 1968 году работы Алексея Исупова выставлялись в Академии художеств.
- В 1971 году в Кирове (Вятке) открылась первая в СССР персональная выставка произведений художника. Позднее состоялись выставки в Москве (1973), Риге и Ташкенте (1977).
- 17 апреля 2007 года «Натюрморт с виноградом» Исупова — был выставлен на торгах аукциона Sotheby’s.
- В 2008 году в Кирове вышел в свет альбом произведений Алексея Исупова, который включает произведения живописи и графики из самой крупной музейной коллекции работ A.B. Исупова, хранящейся на его родине в Кировском областном художественном музее («Вятский художественный музей имени В. М. и А. М. Васнецовых»), одним из основателей которого являлся мастер.
- В 2009 году в Третьяковской галерее в рамках проекта «Золотая карта России» проводилась монографическая выставка «Алексей Исупов. Россия — Италия», приуроченная к 120-летию мастера и 100-летию Вятского художественного музея, которая вызвала широкий зрительский интерес и способствовала появлению новых публикаций в периодической печати.
- В 2013 году выставка живописи и графики «Алексей Исупов. Россия — Италия» открылась в Кирове, а затем в Йошкар-Оле.
- В феврале 2020 года три живописных работы Алексея Исупова участвовали в выставке в Музее современного искусства «Гараж»[2].
- Творчество Исупова представлено во многих европейских музеях, в том числе в галерее Уффици во Флоренции, Национальной галерее современного искусства в Риме, галереях современного искусства в Милане и Неаполе.

## Автопортреты
- Исупов Алексей Владимирович «Автопортрет», 1915 г.
- Исупов Алексей Владимирович «Автопортрет с собакой Ватрушкой», 1942 г.
- Исупов Алексей Владимирович «Автопортрет», 1943 г.